# Cratere Mariner
Mariner  è un cratere sulla superficie di Marte.